# 魯爾·法比安尼
魯爾·伊雲·法比安尼·博西奧（Raúl Iván Fabiani Bosio，1984年2月23日—），生於西班牙華倫西亞，赤道畿內亞足球運動員，司職中鋒，出身於西甲球會維拉利爾，於2012年1月開始代表赤道畿內亞國家隊，為赤道畿內亞國家隊主力成員，在2016年8月來港加盟香港超級聯賽球隊標準灝天並於2016年9月24日以2–0擊敗R&F富力的聯賽取得加盟後的首個入球，直到2016年11月離隊，現時效力西班牙足球乙二級聯賽球會賀斯比圖勒。

## 外部連結
- 香港足球總會網頁球員註冊資料 （页面存档备份，存于）